# George Mary Searle
George Mary Searle, född den 27 juni 1839 i London, död den 7 juli 1918 i New York, var en  amerikansk astronom och romersk-katolsk präst. 
Searle upptäckte sex galaxer. År 1858 tilldelades han tillsammans med flera andra Lalandepriset. I sitt senare liv blev Searle medlem av Paulistorden och undervisade vid Catholic University of America.

## Asteroider upptäckta av George Mary Searle
| 55 Pandora | 10 september 1858 |